# アルミ缶
| アルミ缶のリサイクルマーク（日本、リサイクル法による） |  | 同左（欧米） |
| アルミ缶のリサイクルマーク（日本、リサイクル法による） |  | 同左（欧米） |

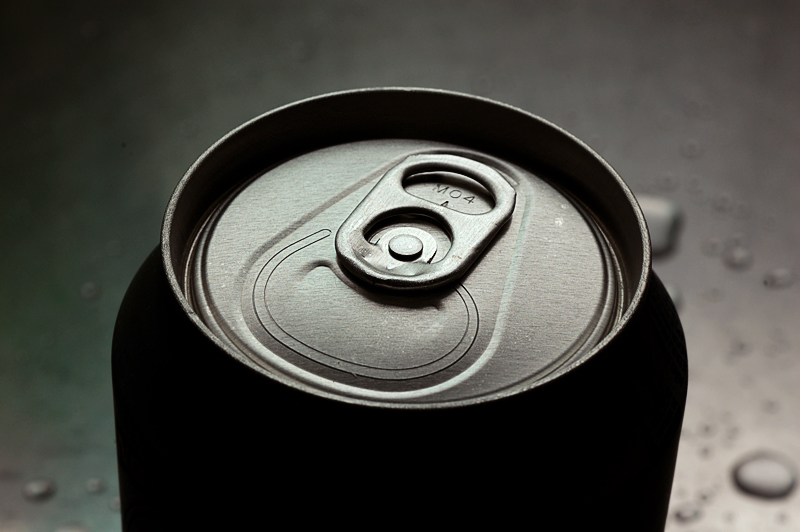
ステイ・オン・タブの飲口部

アルミ缶（アルミかん）はアルミニウムやアルミニウム合金を主な材料として製造された缶である。主にサイダーやビールなどの炭酸飲料の容器として用いられ、一般的なアルミ缶は業界用語では「DI缶」と呼ばれるものである。

## 特徴
アルミニウムは軽量で熱伝導率が高く、空気中では酸化皮膜を作りさびにくいため、製造者にも消費者にもメリットがある。使用後のアルミ缶は軽量であり容易に押し潰せるため、廃棄後に収集・運搬する上でスチール缶より楽である。ただし酸には弱いので食品用などでは表面コーティングが施される。
アルカリにも侵されやすく、水素を発生させる。日本ではアルカリ系洗剤を蓋付きのアルミニウム缶（後述のボトル缶）に入れて持ち運び、混雑した電車内などで缶が爆発して洗剤が飛散し、周囲の人を負傷させる事故がたびたび起きていることから消防が注意を呼び掛けている。この場合は飲料の水分も入っていたため反応が促進されたと考えられている。
また、ゴミとなった後も電磁石でスチール缶と分別することが容易であることから瞬く間に普及した。他のアルミ製品同様、サッシや鉄道車輌、自動車部品などにリサイクルしやすいこともあり、使用量が増加している。
21世紀に入りアルミ缶の成形技術が進歩した結果、PETボトルのような形状をして、複数回の開閉に適したキャップを持つ「ボトル缶」と呼ばれる製品が普及している。PETボトルの場合、胴体をくるむフィルムにパッケージのデザインを印刷しているが、ボトル缶の場合はほぼ全体を印刷スペースとして利用可能なため、デザインの自由度が高い。中身が見えないことを美観的に好ましいと考えることもある。
飲み口側の胴部が細くなっているのは「口絞り」（ネッキング）と呼ばれ、アルミニウム合金製の比較的高価なフタを小さくしてコストを削減しながら強度を保つ工夫である。

## 弱点

### 不適用な飲料
アルミ缶はスチール缶に比べて強度が低く、これを補うために内圧をかける必要があるため、緑茶やウーロン茶などの非炭酸飲料をアルミ缶で流通させることが難しかった。現在は、缶の成形や充填技術が向上したためこういった問題は克服され、アルミ缶を用いた商品は増加傾向であるが、例えば缶コーヒーでもカフェ・オ・レやカフェ・ラッテのような、発酵する可能性がある乳製品を用いた飲料はいまだに不得手の分野である。

### 低強度
部分的な変形に対する強度が低く、特に尖ったものに刺されると容易に貫通する。炭酸飲料が入ったアルミ缶を未開封のまま落下させると、衝撃による内圧の上昇に部分的な変形力が加わって、アルミ缶の一部が耐えられずに破裂して勢いよく内容物が噴出するリスクがあるため、製造者は缶の印刷で落下への注意表示を行っている。

## DI缶の製造

### 素材
コイル状になった厚さ 0.3 mm前後のアルミ合金の素材からDI缶の製造工程が始まる。アルミニウム合金製 DI 缶の場合、ボディー部にはアルミニウム - マンガン系（3000系）合金展伸材が、またフタ部分にはアルミニウム - マグネシウム系（5000系）合金が使用される。

### 製缶工程
アルミ缶の製法は、缶胴を深絞りすることから、DI (Drawing & Ironing) 法と呼ばれる。DI法は1955年にアメリカで開発された。
- 打ち抜きからトリミング[5]
  - プレス機によってブランクと呼ばれる円盤状に打ち抜かれ、直後に絞り成形によって浅いカップ状にされる。
  - しごき加工機の3段程度のダイ（金型）によって浅いカップ状から深いカップ状へと引き伸ばされ、同時に再絞りによってカップの径が規定値まで細く成形される。しごき加工することにより加工硬化が起こり缶が丈夫になる。缶によっては、胴部へのプレス加工などにより凹凸をつけることで強度を高め、より軽量化を図っている例もある（ダイヤカット缶など）。
  - 不要となったカップの端がトリミング工程で切り落とされる。

この状態で薄い部分で0.1 mm、口絞り部分などで0.15 - 0.16 mm程度の厚みにされる。
- 内外を脱脂・洗浄される。
- 外部側面が塗装される。
- 塗装が焼付け乾燥される。
- 外部側面が印刷される。
- 内面がコート塗装される。
- 塗装が焼付け乾燥される。

この工程により、缶内面は数μmほどの薄膜によってコートされ、充填される内容物がアルミと反応することを防いでいる。
- 別工程のアルミニウム合金製のフタと共に飲料工場へ出荷される。

### 充填密封
飲料工場では、飲料を缶ボディに注ぎ入れ、直後にシーマーと呼ばれる機械でアルミ合金の蓋を被せ、二重巻き締めにより密封される。

## アルミ缶持ち去り問題
アルミ缶は再生用資源としての価値が高く、地方自治体のごみ回収事業ではそういった資源ごみの売却益によって経費の足しにしているが、2000年前後から数年に渡り、日本全国の市町村で自治体指定のゴミ置き場からアルミ缶とやはり価値が少しはある古紙とを持ち去り売却する人が増えだして小さな社会問題となった。こうした行為は以前にも存在していたが、生活費などを稼ぐために行うホームレス、失業者などが増え、人目かまわずに毎朝のように行なわれるようになって以降、問題が顕在化し、「ごみ置き場に出されたごみの所有権は市町村に帰属し、アルミ缶は有価物であるので持ち去り行為は違法である」とする地方自治体が訴訟を提起し、地方自治体の主張を認める判決が確定した。
東京都墨田区の事例では、2010年10月1日、条例で資源ごみの持ち去りに刑事罰を設けた。区によると、住民から「区の財源となるべきものが個人の生活費になるのは納得できません。」という意見があったという。